# Minchiate

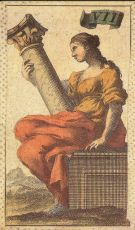
Die Karte „Kraft“ aus dem Ancient Minchiate Etruria

Minchiate ist ein ausgestorbenes Kartenspiel aus der Tarock-Familie. Es wurde erstmals 1466 in einem Brief des Dichters Luigi Pulci an seinen jungen Freund Lorenzo de Medici erwähnt (andere Erwähnungen: 1471 und 1477). Im 16. Jahrhundert war es auch unter dem Namen Germini bekannt.
Minchiate enthält 97 Spielkarten, von denen 78 dem klassischen Tarocchi in den italienischen Farben entsprechen; einige der Trumpfkarten weisen dabei eine andere Reihenfolge auf. Zusätzlich hat das Spiel noch Karten für die zwölf Tierkreiszeichen und die sieben Kardinaltugenden. Die Karten wurden sowohl für das gesellschaftliche Kartenspiel verwendet, als auch für die Kartomantie.

## Aufbau des Kartenspiels

### Trümpfe
Die Trumpfkarten werden mehrmals unterteilt.
- Die Trümpfe I, II, III, IV und V bezeichnet man als Papi,
- die Trümpfe VI, VII, VIII und IX bezeichnet man als Papetti oder Tarocchini,
- die Trümpfe X-XIX werden als Sottoventi (unter Zwanzig) bezeichnet, wobei die Trümpfe XVI, XVII, XVIII und XIX auch Preghae genannt werden,
- die Trümpfe XX-XXIX bezeichnet man als Sopraventi (über zwanzig),
- die Trümpfe XXX-XXXV bezeichnet man als Sopratrenta (über dreißig)
- die fünf höchsten Trümpfe haben keine Ziffer und werden als Arie bezeichnet.

Im Spiel ist die Stichfolge von oben nach unten, das heißt, dass die Karte mit dem höheren Wert die mit niederem Wert schlägt.

### Farben
Die Farben werden wie beim Spanischen L’Hombre unterteilt, wobei die Stichfolge bei den Kelchen und Münzen von unten nach oben ist, also das Ass als höchsten Stich bis zur Zehn als kleinsten. Bei den Schwertern und Stäben ist umgekehrt die Zehn der höchste Stich, das Ass der kleinste.
Unabhängig von der Farbe haben die Hofkarten die Stichfolge König, Dame, Ritter (Cavallo), Bube und stechen die Augenkarten aus.

### Matto (Sküs, Narr)
Den Matto kann man immer spielen, jedoch kann er, wenn er gespielt worden ist, vom nächsten Spieler gegen eine schlechte Karte ausgetauscht werden. Dadurch bleibt der Matto immer im Spiel bis zum letzten Zug.

## Kartenwert
- Drei Punkte geben die Karten: II, III, IV und V
- Fünf Punkte geben die Karten: I, X, XIII, XX, XXVIII, alle Sopratrente, die vier Könige und der Matto
- Die Arie gelten jeweils zehn Punkte

Die übrigen Karten werden nicht gezählt.

## Versicole
Eine Reihe von drei oder mehr aufeinander folgenden Karten der gleichen Farbe heißt Versicola. Diese muss zu Beginn des Spiels angesagt werden, die Anzahl der Punkte werden am Ende des Spiels zu den Stichen gezählt. Hat man zudem noch die auf die Reihe folgende Karte im Spiel gestochen, zählt diese ebenfalls zur Versicola.
Bei den Trümpfen zählen nur Reihen über dem XXVIII. Trumpf.
Zusätzlich gibt es noch irreguläre Versicole:
- Die Trumpfkarten I, die fünfte Arie (XL) und der Matto (entspricht der Trull im Tarock)
- Versicola de Tredici: Die Trümpfe I, XIII und XXVIII
- Versicola delle Diecine: die Trümpfe X, XX, XXX und XL
- Diecine vergognose: Die Trümpfe XX und XXX
- Außerdem ergeben 3 oder 4 Könige eine Versicola

Hat man den Matto, kann man ihn zu jeder Versicola hinzuzählen, er kann aber keine Karte ersetzen.

## Das Spiel
Das Spiel wird mit 4 Personen gespielt. Vor dem Spiel hebt jeder Spieler einmal ab. Derjenige Spieler, der die höchste Karte abgehoben hat, ist Kartengeber. Zusammen mit dem, der die zweithöchste Karte abgehoben hat, bildet er ein Team, das sich gegenübersitzen muss. Ebenso bilden die beiden anderen ein Team.
Der Geber schaut sich nun die unterste Karte im Kartenstapel an. Ist sie eine Karte die gezählt wird (Carta di Conta) mischt er so lange, bis eine punktlose Karte zuunterst liegt. Nun gibt er die Karten demjenigen, der links neben ihm sitzt; dieser hebt ab, und wenn die Karte eine Carta di Conta oder eine der Sopraventi ist, nimmt er sie an sich und gibt den Stapel weiter. Gleiches macht der nächste Spieler, bis eine Karte abgehoben wird, die weder Conta noch Sopravente ist. Dies wird Rauben genannt. In dem Falle gehen die Karten an den Geber zurück, der die Karten nun austeilt, wobei er zuerst dem Spieler zur rechten Hand 10 Karten austeilt, dann dem Spieler zur linken Hand, dann dem Gegenüber und schließlich sich selbst. Danach gibt er dem Spieler zur rechten Hand wieder 10 Karten, legt danach die elfte offen auf den Tisch, wobei diese ebenfalls dem Spieler auf der rechten Seite gehört. Ist sie eine Carta die Conta, zählt sie am Ende des Spieles zu seinen Punkten. Gleich verfährt er mit allen anderen Spielern und sich selbst. Die übrigen Karten bilden den Talon.
Der Geber hebt nun die oberste Karte des Talon ab, ist sie eine Carta di Conte oder eine Sopravente, so legt er sie offen vor sich hin. Dies tut er, bis er auf eine wertlose Karte trifft. Ist dies der Fall, legt er die Karte zurück, und sucht aus dem Talon alle Carte di Conte, nicht aber die Sopraventi heraus und gibt dann den Talon seinem Mitspieler. Dieser sortiert nun die Karten des Talons vor sich, Farbe zu Farbe und die Tarocke aufeinander. Jeder Spieler zählt nun seine Karten, die 21 sein müssen. Sind sie durch das Rauben mehr, muss er Karten in den Talon zurückgeben, bis er 21 Karten in der Hand hat. Man kann im Spiel jederzeit, sofern man am Zug ist, eine oder mehrere Karten mit denjenigen die im Talon sind austauschen. Hat jeder 21 Karten, beginnt der Spieler zur Rechten des Gebers mit dem Ausspielen. Ist die erste Karte ausgespielt, müssen die Spieler ihre Versicole ansagen, zeigen und ihren Wert aufschreiben. Hat man vergessen eine Versicola anzusagen, kann man das nicht mehr nachholen.
Im Spiel selbst herrscht Farbzwang, ausgenommen sind die Tarocke, die die Farben stechen. Wird als erste Karte ein Tarock ausgespielt, herrscht Tarockzwang. Eine Spielrunde ist dann beendet, wenn ein Team 60 Punkte aus dem regulären Spiel (also ohne Mitzählen der Versicole) schreiben kann. Nach vier Spielrunden, nachdem jeder Spieler einmal gegeben hat (gegen den Uhrzeigersinn), werden die Teams neu ausgelost.